# Phinée fils de Bélos
Pour les articles homonymes, voir Phinée.

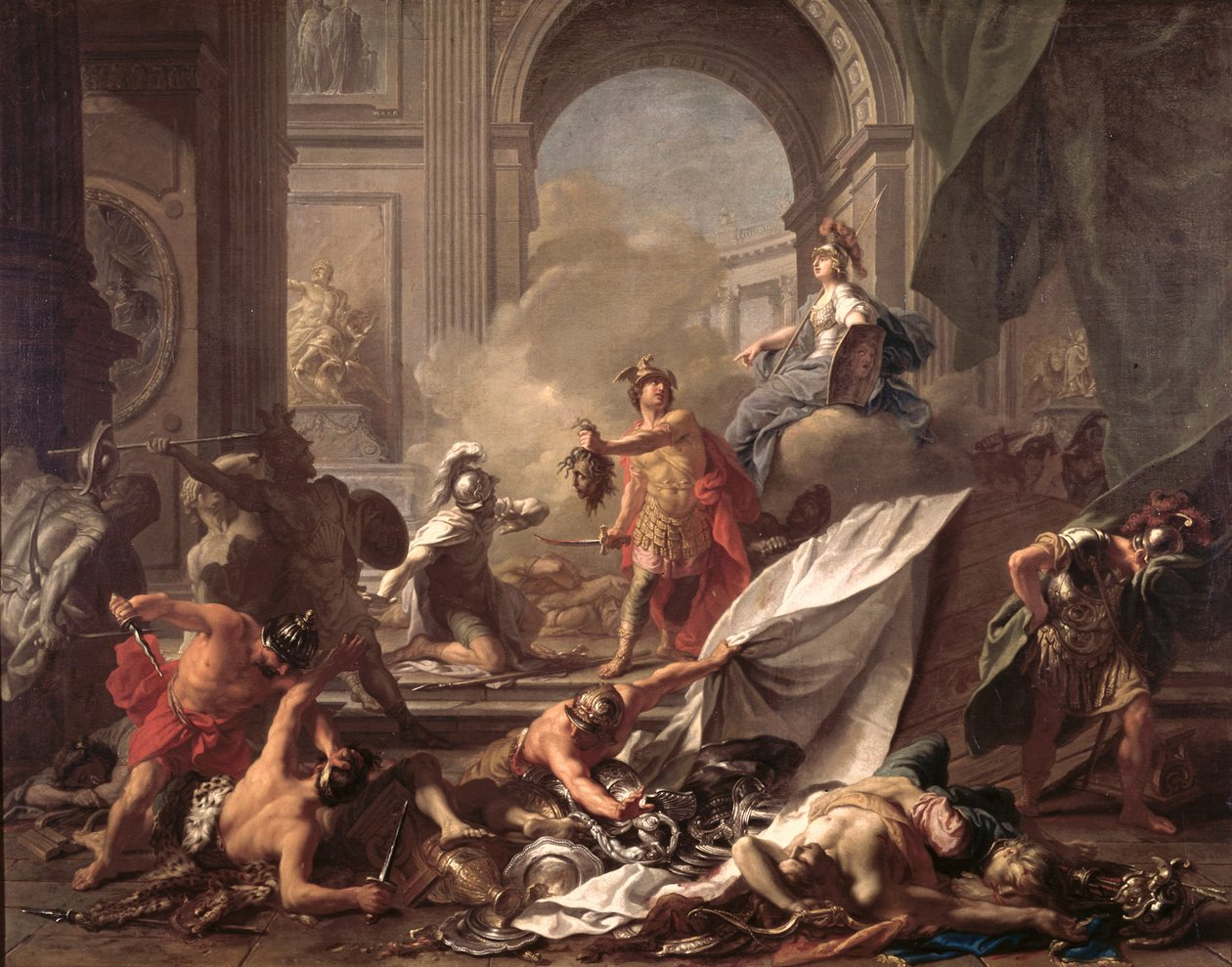
Persée, assisté par Minerve, pétrifie Phinée
1718 par Jean-Marc Nattier
musée des Beaux-Arts de Tours.

Dans la mythologie grecque, Phinée, fils de Bélos et d'Anchinoé, est le frère de Céphée et l'oncle d'Andromède. Il était fiancé à sa nièce, lorsqu'elle lui fut ravie pour être exposée à un monstre marin. Andromède, sauvée par le courage de Persée, accepta la main du héros : alors Phinée prit les armes pour la lui enlever, mais il fut pétrifié par la tête de Méduse.

## Sources
- Pseudo-Apollodore, Bibliothèque [détail des éditions] [lire en ligne] (II, 1, 4 ; II, 4, 3).
- Nonnos de Panopolis, Dionysiaques [détail des éditions] [lire en ligne] (III, 296).
- Ovide, Métamorphoses [détail des éditions] [lire en ligne] (V, 1-235).